# Ein Fall für zwei: Brandstiftung
Brandstiftung ist der Titel der sechsten Episode der Krimiserie Ein Fall für zwei mit Günter Strack und Claus Theo Gärtner in den Hauptrollen.
Privatdetektiv Josef Matula versucht in dieser Folge, Rechtsanwalt Dr. Renz einen Auftrag zu verschaffen und nicht umgekehrt. Er wirft ihm vor, dass er seine Klienten ansonsten vorrangig aus der gesellschaftlichen Oberschicht auszuwählen scheint.

## Handlung
Der arbeitslose und dementsprechend frustrierte Kraftfahrer Hans Hohmann betrinkt sich wie nahezu jeden Abend in einer Kneipe, als sein ehemaliger Arbeitgeber Ronny Ellerwein dort erscheint und erwähnt, dass er für den Rest des Tages nicht in seiner Firma anwesend sein werde.
Am späteren Abend wird ein Brandanschlag auf die Firma Ellerwein verübt. Hans Hohmann und seine Frau Margot beobachten dies aus ihrer benachbarten Wohnung, als die Feuerwehr eintrifft. Später findet die Polizei Hohmanns Feuerzeug in den Trümmern. Frau Ellerwein besorgt ihrem Mann ein neues, gibt ihm jedoch gegenüber der Polizei kein Alibi.
Ellerwein bittet Josef Matula, den angeblichen Fall der Brandstiftung zu untersuchen und weist ihn insbesondere auf Hans Hohmann hin. Der Gastwirt beschreibt diesen gegenüber Matula allerdings als völlig harmlos. Ihm fällt auf, dass Matula ein baugleiches Feuerzeug besitzt wie dieser. Daraufhin findet Matula durch Nachfragen bei diversen Händlern im Umkreis heraus, dass Margot Hohmann ein solches am Morgen nach dem Brand erworben hat. Gegenüber der Polizei behauptet sie, sie habe es besorgt, nachdem ihr Mann seines nicht mehr gefunden habe. Damit beschuldigt sie ihn indirekt des Brandanschlags. Da er sich aufgrund seines Alkoholismus nicht an die Ereignisse in der Nacht erinnern kann und alles gegen ihn zu sprechen scheint, wird er vor Gericht gestellt, wo er von Dr. Renz verteidigt wird. Dieser plädiert auf fahrlässige Brandstiftung. Hohmann wird zu einer Freiheitsstrafe von zwei Jahren verurteilt. Zudem wird die Unterbringung in einer Entziehungsanstalt angeordnet.
Matula ist mit dem Ausgang des Verfahrens unzufrieden. Als ihm Ellerwein ein mehr als großzügiges Honorar auszahlt, verstärkt dies sein ohnehin bereits vorhandenes Misstrauen. Zeitgleich wird Dr. Renz von einem Kollegen darüber informiert, dass Margot Hohmann sich scheiden lassen möchte. Hans Hohmann unternimmt im Gefängnis einen Suizidversuch. Vom Wirt der Stammkneipe erfährt Matula, dass Ellermann und dessen frühere Mitarbeiterin Margot Hohmann möglicherweise ein Verhältnis haben oder hatten. Dr. Renz und Matula sprechen sie darauf an sowie auf die junge Geliebte Ellermanns, Wilma Schöninger. Durch Margot Hohmanns eifersüchtige Reaktion darauf wird Matula klar, dass sie gemeinsam mit Ellermann den Brandanschlag inszeniert haben könnte, um ihren Ehemann ins Gefängnis und somit auch zu einem Alkoholentzug zu zwingen. Am Abend wird Matula Zeuge einer heftigen Auseinandersetzung zwischen Margot Hohmann und Ronny Ellerwein, woraufhin Margot Matulas Vermutungen bestätigt. Sie und Ellerwein werden daraufhin verhaftet, Hans Hohmann wird entlassen.

## Hintergrund

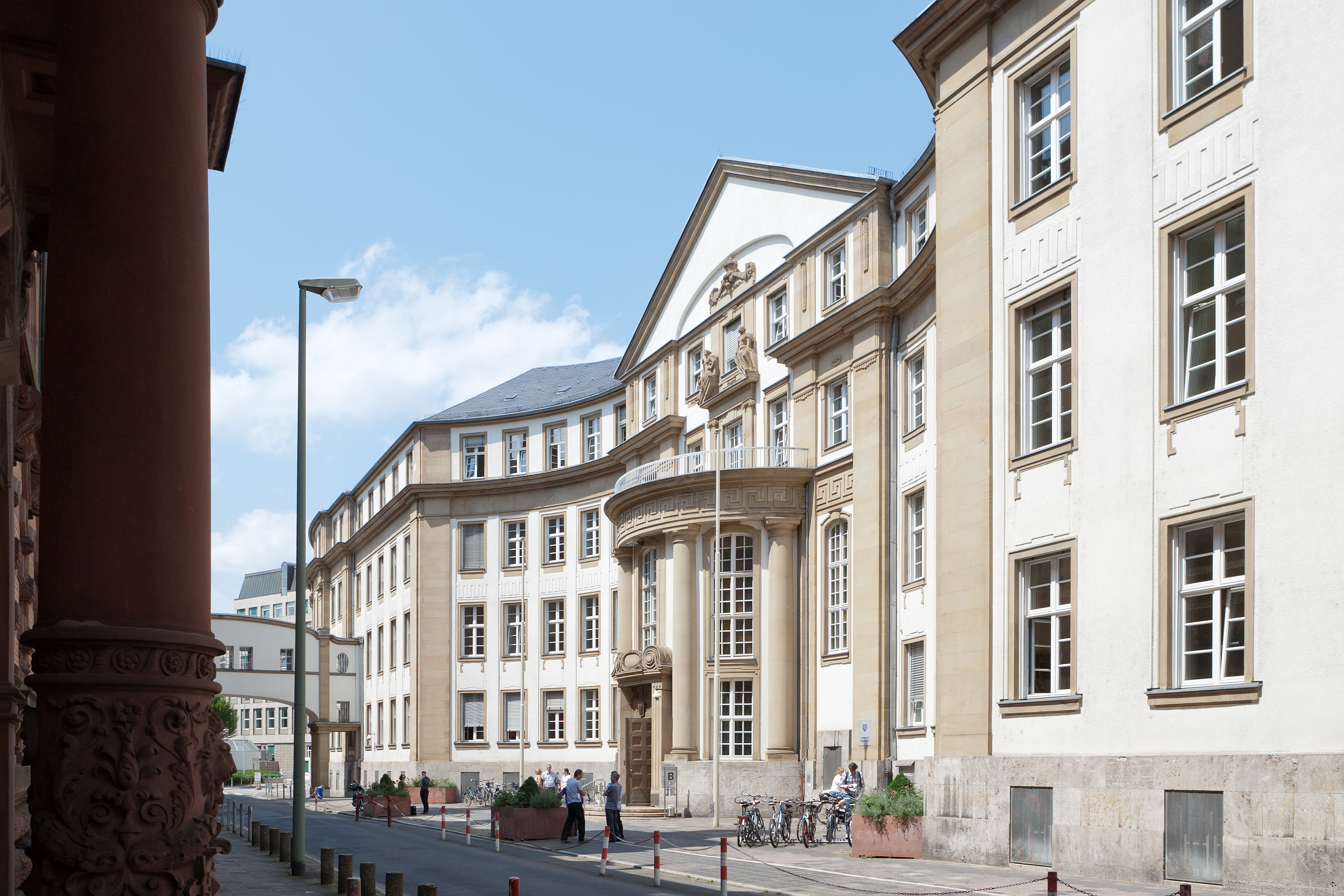
Landgericht Frankfurt am Main

Die Episode wurde überwiegend im Rhein-Main-Gebiet gedreht. Die Kulisse der Kanzlei von Dr. Renz befand sich im Hotel InterContinental Frankfurt. Während der Gerichtsverhandlung ist das Landgericht Frankfurt am Main von außen zu sehen.